# Bulla pulmonar

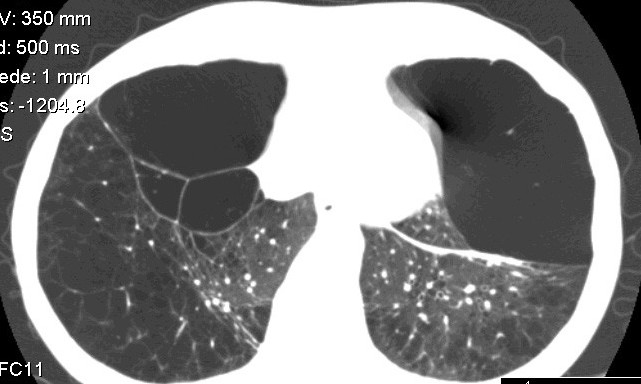
Pulmones enfisematosos con bulas (burbujas negras con paredes finas) en una tomografia por DA1AT.

Una bulla pulmonar (del latín bulla, burbuja) consiste en una bolsa de aire (neumatosis) con paredes fina (hasta 1 mm) s que contiene aire dentro de un pulmón, resultado de la destrucción, dilatación y confluencia de espacios aéreos distales a los bronquiolos terminales. Puede ocasionar falta de aire (disnea), neumotórax espontáneo y abscesos.
Hay que distinguir las bullas pulmonares de otras lesiones con apariencia semejante en la radiografía de tórax,  como son las cavidades o cavitaciones pulmonares, estas tiene una pared más gruesa (mayor de 4 mm) y los quistes  pulmonares con paredes de ente 1 y 4 mm.
Las bullas en el paciente con enfisema pulmonar se caracteriza por la existencia de amplias áreas de pulmón hiperclaro surcadas por tractos lineales curvilíneos que no corresponden a ninguna estructura anatómica reconocible y que correspondan a las propias paredes de las bullas

## Causas
La causa más frecuente es enfisema pulmonar. Las bulas de enfisema son una distensión de los espacios aéreos pulmonares de más de 1 cm de diámetro. Se encuentran preferentemente en los vértices pulmonares y corresponden a un alargamiento de los espacios centrolobulillares. Por lo general tienden a aumentar de volumen y complicarse. A veces desaparecen tras un proceso infeccioso del parénquima circundante.
Otras condiciones asociadas con las bulas pulmonares son:
- Deficiencia de alfa 1-antitripsina (DA1AT)
- Síndrome de Marfan
- Síndrome de Ehlers-Danlos
- Fumar cocaína
- Sarcoidosis
- SIDA
- Abuso de sustancias intravenosas

## Diagnósticos diferenciales
Las bullas que sufren un proceso infeccioso deben diferenciarse en su diagnóstico de otras lesiones pulmonares parecidas, como el absceso, la tuberculosis y los procesos neoplásicos cavilados pulmonares.